# Paul Dooley
Paul Dooley Brown (* 22. února 1928 Parkersburg, Západní Virginie) je americký herec a komik.
V New Yorku vystupoval jako stand-up komik, působil též jako kouzelník i jako klaun. V televizi debutoval v roce 1963, ve filmu o rok později. Hrál v mnoha filmech, včetně snímků Pepek námořník, Sixteen Candles, A co dál…, Auta a jeho sequelu Auta 2, kde namluvil Sarge, a televizních seriálech, jako jsou např. Tak tohle je můj život, Snílek, Grace v jednom kole, Larry, kroť se či Alf. Hostoval v seriálech Bewitched, Báječná léta, Sabrina - mladá čarodějnice, The Golden Girls nebo Zoufalé manželky. Ve sci-fi seriálu Star Trek: Stanice Deep Space Nine ztvárnil ve čtyřech epizodách postavu Enabrana Taina.
Je ženatý se scenáristkou Winnie Holzmanovou, se kterou má dceru Savannah Dooleyovou, televizní scenáristku a producentku.